# Theobroma bicolor
Theobroma bicolor är en malvaväxtart som beskrevs av Alexander von Humboldt och Bonpl.. Theobroma bicolor ingår i släktet Theobroma och familjen malvaväxter. Inga underarter finns listade i Catalogue of Life.

## Bildgalleri

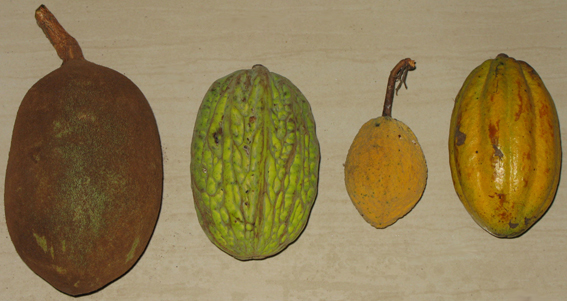